# جوزيه سيميدو
جوزيه فيليبي كوريا سيميدو (مواليد 26 ديسمبر 1979 في لشبونة) لاعب كرة قدم من الرأس الأخضر دولي يجيد اللعب في خط الهجوم . يلعب حاليا لصالح نادي أبولون ليماسول القبرصي منذ 2010 .

## روابط خارجية
- جوزيه فيليبي كوريا سيميدو على موقع الاتحاد الدولي (مؤرشف)  (الإنجليزية)
- جوزيه فيليبي كوريا سيميدو على موقع قاعدة بيانات كرة القدم.إي يو (الإنجليزية)
- جوزيه فيليبي كوريا سيميدو على موقع ناشيونال فوتبول تيمز (الإنجليزية)
- جوزيه فيليبي كوريا سيميدو على موقع Soccerway.com (الإنجليزية)
- جوزيه فيليبي كوريا سيميدو على موقع عالم كرة القدم.نت (الإنجليزية)